# Tramwaje w Pizie

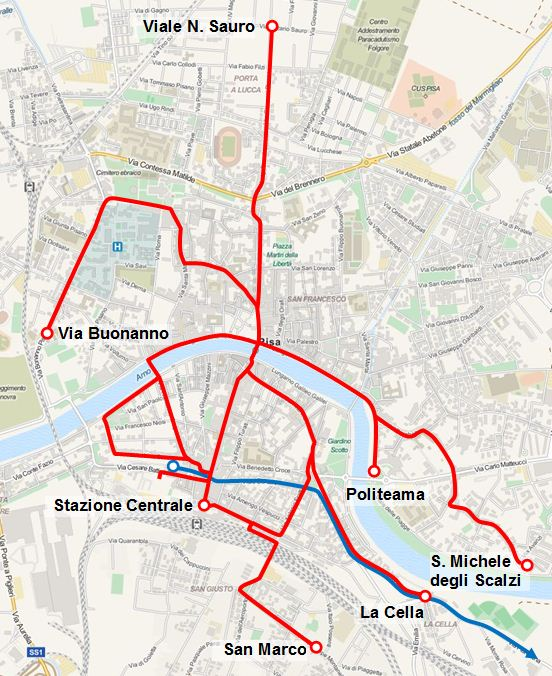
Mapa linii tramwajowej

Tramwaje w Pizie − system komunikacji tramwajowej działający we włoskim mieście Piza w latach 1912–1952 i planowany do odbudowy. 

## Historia
Tramwaje w Pizie uruchomiono w 1912 r., a w 1952 r. sieć zamknięto, zastępując jeżdżącymi do 1968 r. trolejbusami. W przyszłości planowana jest odbudowa systemu poprzez budowę linii o długości 4,4 km przez centrum miasta na trasie z głównego dworca kolejowego do szpitala w dzielnicy Cisanello. W 2020 r. władze miasta zwróciły się o dofinansowanie linii do Ministerstwa Infrastruktury.